# Maxmo
Maxmo (Fins: Maksamaa) is een plaats en voormalige gemeente in de Finse provincie West-Finland en in de Finse regio Österbotten. Maxmo behoort nu tot de gemeente Vörå.

## Voormalige gemeente
De gemeente had een totale oppervlakte van 146 km² en telde 1039 inwoners in 2003.
Maxmo was een tweetalige gemeente met Zweeds als meerderheidstaal (± 90%) en Fins als minderheidstaal.
Isokyrö · Jakobstad · Kaskinen · Korsholm · Korsnäs · Kristinestad · Kronoby · Laihia · Larsmo · Malax · Närpes · Nykarleby · Pedersöre · Vaasa · Vörå
Voormalige gemeenten:
Bergö · Björköby · Esse · Jeppo · Kvevlax · Lappfjärd · Maxmo · Munsala · Nederfetil · Nykarleby landskommun · Oravais · Övermark · Petalax · Pörtom · Purmo · Replot · Sideby · Terjärv · Tjöck · Vähäkyro · Vörå · Vörå-Maxmo